# برو تولز
برو تولز والتي تعني أدوات احترافية هي محطة عمل صوتية رقمية (DAW) جرى تطويرها وإصدارها بواسطة AvidAvid Technology (المعروفة سابقًا باسم Digidesign ) لنظامي التشغيل مايكروسوفت ويندوز Microsoft Windows وماك أو إس macOS. يُستخدم لإنشاء الموسيقى وإنتاجها، وإضافة الصوت للصورة (تصميم الصوت، ومرحلة ما بعد إنتاج الصوت، والمزج مزج الصوت ‏). ويُستخدم بشكل عام لإجراء عمليات تسجيل الصوت وتحريره ومعالجته لتحسينه.
يعمل برنامج برو تولز كبرنامج مستقل وبالاشتراك مع مجموعة من المحولات الخارجية من التناظرية إلى الرقمية وبطاقات الربط السريع PCIe مع معالجات الإشارات الرقمية (DSP) المدمجة. تُستخدم معالجات الإشارات الرقمية DSP لتوفير قوة معالجة إضافية لجهاز الحاسوب المضيف لمعالجة المؤثرات في الزمن الحقيقي، مثل إضافة صدى الصوت، والمعادلة equalization، والضغط وللحصول على أداء صوتي يُحقق أقل زمن انتقال. ومثل جميع برامج محطات العمل الصوتية الرقمية، يمكن لبرنامج برو تولز تنفيذ وظائف مسجل الشريط متعدد المسارات ووحدة التحكم في الخلط بالإضافة إلى ميزات إضافية لا يمكن تنفيذها إلا في المجال الرقمي، مثل التحرير غير الخطي  وكذلك التحرير غير المدمر (تجري معظم معالجة الصوت دون الكتابة فوق ملفات المصدر)، وتأليف المسار باستخدام قوائم تشغيل متعددة، وضغط الوقت والتوسيع، وتحويل النغمة pitch shifting، والمزج الأسرع من الزمن الحقيقي.
يقوم البرنامج بتمثيل المسارات الصوتية و الواجهة الرقمية للآلات الموسيقية MIDI ومقاطع الفيديو بيانياً على الخط الزمني. يمكن إضافة المؤثرات الصوتية، والأدوات الافتراضية virtual instruments، ومحاكيات الأجهزة - مثل مكبرات الصوت المسبقة Microphone preamplifier أو مكبرات صوت الجيتار - وتعديلها ومعالجتها في الزمن الحقيقي في مازج افتراضي virtual mixer. يستخدم البرنامج 16 بت و24 بت و32 بت بمعدلات عينة تصل إلى 192كيلو هيرتز. يدعم برنامج برو تولز أعماق البت المختلطة mixed bit depths وتنسيقات الصوت المختلفة مثل: BWF / WAV (بما في ذلك WAVE Extensible و RF64 و BW64) و تنسيق ملف مبادل الصوت AIFF. ويقوم باستيراد وتصدير ملفات الفيديو MOV  وملفات ADM BWF (ملفات صوتية مع بيانات تعريف دولبي أتموس Dolby Atmos)؛ كما يقوم باستيراد ملفات تنسيق تبادل المواد MXF وACID وREX وتنسيقات إم بي 3 (MP3) وترميز الصوت المتقدم AAC وM4A والصوت من ملفات الفيديو ( MOV و MP4 وM4V ). لكن إصدار برو تولز 10 لا يستخدم تنسيق SDII القديم، على الرغم من أن تنسيق SDII لا يزال ممكنًا على macOS.
لقد أدرج برنامج برو تولز إمكانيات تحرير الفيديو، حتى يتمكن المستخدمون من استيراد تنسيقات ملفات الفيديو عالية الدقة ومعالجتها مثل XDCAM، وMJPG-A، وPhotoJPG، وDV25، و كويك تايم QuickTime، والمزيد. يتميز البرنامج بالعلامة الزمنية وخرائط الإيقاع والصوت المرن والأتمتة؛ ويدعم المزج في الصوت المحيطي وDolby Atmos وصوت الواقع الافتراضي باستخدام Ambisonics.
استخدم البرنامج محرك المزج برو تولز TDM الذي يعمل بإرسال متعدد بتقسيم الزمن، والذي ظل مدعومًا حتى عام 2011 بالإصدار 10، كما يدعم البرنامج حسابات النقطة الثابتة Fixed-point arithmetic بحجم 24 بت لمعالجة المكونات الإضافية و48 بت للمزج. تستخدم أنظمة الأجهزة HDX الحالية وأنظمة HD Native والأنظمة الأصلية دقة 32 بت للمكونات الإضافية و64 بت للمزج. جرى تكييف البرنامج ومحرك الصوت مع بنية 64 بت من الإصدار 11.
في عام 2022، قامت شركة Avid بتبديل برو تولز من ترخيص دائم إلى نموذج اشتراك. بحيث يتعين على المستخدمين الجدد الاختيار بين ثلاث خطط جديدة: برو تولز Artist، التي تكلف 9.99 دولارًا شهريًا أو 99 دولارًا سنويًا؛ وبرو تولز Studio، التي تكلف 39.99 دولارًا شهريًا أو 299 دولارًا سنويًا؛ وبرو تولز Flex، التي تكلف 99.99 دولارًا شهريًا أو 999 دولارًا سنويًا. وفي وقت لاحق من عام 2022، أطلقت شركة Avid إصدارًا مجانيًا يحمل اسم: برو تولز Intro.

## التاريخ
| 1985 | Sound Designer                 |
| 1986 |                                |
| 1987 | Sound Designer Universal (1.5) |
| 1988 |                                |
| 1989 |                                |
| 1990 |                                |
| 1991 | Pro Tools                      |
| 1992 | Sound Tools II                 |
| 1993 | Pro Tools II                   |
| 1994 |                                |
| 1995 |                                |
| 1996 | Pro Tools PCI                  |
| 1997 |                                |
| 1998 | Pro Tools \| 24 MIX            |
| 1999 |                                |
| 2000 |                                |
| 2001 | Pro Tools Free                 |
| 2002 | Pro Tools \| HD                |
| 2003 | Pro Tools 6                    |
| 2004 |                                |
| 2005 | Pro Tools 7                    |
| 2006 |                                |
| 2007 |                                |
| 2008 | Pro Tools 8                    |
| 2009 |                                |
| 2010 | Pro Tools 9                    |
| 2011 |                                |
| 2012 |                                |
| 2013 | Pro Tools 11                   |
| 2014 |                                |
| 2015 |                                |
| 2016 |                                |
| 2017 |                                |
| 2018 | Pro Tools 2018+                |

### البدايات: Digidrums (1983–1985)
قام خريجي جامعة كاليفورنيا في بيركلي إيفان بروكس، الذي تخصص في الهندسة الكهربائية وعلوم الحاسوب، وبيتر جوتشر بتطوير برنامج برو تولز.
في عام 1983، قرر الصديقان، اللذان يشتركان في الاهتمام بالموسيقى والهندسة الإلكترونية والبرمجيات، دراسة تعيين الذاكرة لجهاز آلة الطبل E-mu Drumulator الذي صدر حديثًا لإنشاء شرائح استبدال الصوت بتقنية EPROM. كان جهاز Drumulator شائعًا جدًا في ذلك الوقت، على الرغم من أنه كان يقتصر على تشغيل العينات المضمنة فيه.
بدأوا في بيع شرائح التحديث بعد عام واحد تحت اسم علامتهم التجارية الجديدة Digidrums. كانت هناك خمس شرائح تحديث مختلفة متاحة، تُقدم أنماط طبول بديلة مختلفة. حظيت الرقائق، التي يمكن تبديلها بسهولة مع الرقائق الأصلية، بنجاح ملحوظ بين مستخدمي Drumulator، حيث بيعت 60 ألف وحدة إجمالاً.

### مصمم الصوت Digidesign (1985–1989)
عندما أصدرت شركة أبل أول جهاز حاسوب ماكنتوش في عام 1984، فكر الصديقان في تصميم حل أكثر وظيفية ومرونة يمكنه الاستفادة من الواجهة الرسومية. وبالتعاون مع E-Mu، قاموا بتطوير نظام تحرير عينات ضوئية قائم على نظام ماكنتوش للوحة مفاتيح Emulator II، يسمى Sound Designer، وجرى إصداره تحت اسم العلامة التجارية Digidesign، وهو مستوحى من واجهة Fairlight CMI. أُصدر هذا النظام، وهو السلف الأول لبرنامج برو تولز، في عام 1985 بسعر 995 دولارًا أمريكيًا.
قام بروكس وجوتشر بنقل Sound Designer بسرعة إلى العديد من لوحات المفاتيح الأخرى، مثل: E-mu Emax و Akai S900 و Sequential Prophet 2000 و Korg DSS-1 و Ensoniq Mirage. وبفضل مواصفات الملف العالمية التي طورها بروكس لاحقًا مع الإصدار 1.5، صار من الممكن نقل ملفات Sound Designer عبر الواجهة الرقمية MIDI بين لوحات المفاتيح التي تُؤخذ منها العينات من مختلف الشركات المصنعة. جرى توزيع مواصفات الملف العالمية هذه، إلى جانب الكود المصدر المطبوع لبرنامج تشغيل MIDI المعتمد على لغة التجميع 68000، من خلال شركة Assimilation المصنعة لواجهة MIDI الخاصة بماكنتوش، والتي صنعت أول واجهة MIDI لجهاز ماكنتوش في عام 1985.
بدءًا من نفس العام، سمحت خدمة الاتصال الهاتفي التي تقدمها شركة Beaverton Digital Systems، والتي تسمى MacMusic، لمستخدمي Sound Designer بتنزيل مكتبة الصوت Emulator II بالكامل وتثبيتها على أجهزة أخرى أقل تكلفة: يمكن مشاركة مكتبات العينات عبر منصات الشركات المصنعة المختلفة دون انتهاك حقوق النشر. ساهمت MacMusic في نجاح Sound Designer من خلال الاستفادة من تنسيق الملفات العالمي وتطوير أول موقع عالمي لتنزيل ملفات العينات عبر الإنترنت، قبل سنوات عديدة من ارتفاع استخدام شبكة الويب العالمية. استخدمت الخدمة جهاز توجيه إشارات الشبكة (مودم) بسرعة 2400 بود ومساحة 100 ميجابايت من مساحة القرص مع مضيف Red Ryder على جهاز ماكنتوش بلس Macintosh Plus بسعة 1 ميجابايت.
مع إصدار ماكنتوش 2 في عام 1987، والذي قدم فتحات للبطاقات، وقرصًا ثابتًا، وذاكرة أكثر قدرة، رأى بروكس وجوتشر إمكانية تطوير Sound Designer إلى محطة عمل صوتية رقمية مميزة. لقد ناقشوا مع E-mu فرصة استخدام Emulator III كمنصة لبرمجياتهم المحدثة، لكن E-mu رفضت هذا العرض. ولذلك قرروا تصميم كل من البرمجيات والأجهزة بشكل مستقل. وقد دعت شركة موتورولا، التي كانت تعمل على سلسلة معالجات الإشارات الرقمية تحمل اسم موتورولا 56K، الاثنين للمشاركة في تطويرها. قام بروكس بتصميم لوحة دائرة للمعالج، ثم قام بتطوير البرنامج اللازم لجعله يعمل مع Sound Designer. كانت النسخة التجريبية من معالج الإشارات الرقمية DSP جاهزة بحلول ديسمبر 1988.

### برنامجي Digidesign Sound Tools وSound Designer II (1989–1990)
سُميت مجموعة الأجهزة والبرامج بـ Sound Tools. وأُعلن عنها باعتبارها "أول استوديو بدون أشرطة"، وعُرضت في 20 يناير 1989، في معرض NAMM الدولي للموسيقى والصوت. اعتمد النظام على بطاقة NuBus تسمى Sound Accelerator، وهي مزودة بمعالج Motorola 56001. توفر البطاقة تشغيلًا بدقة 16 بت و44.1/48 كيلوهرتز للتسجيل من خلال محول مبدل تماثلي رقمي A/D ثنائي القناة (AD In)، بينما تعاملت وحدة معالجة الإشارات الرقمية مع معالجة الإشارة، والتي تضمنت معادل رسومي graphic equalizer بعشرة نطاقات، ومعادل بارامتري parametric equalizer، وتمديد الوقت time stretchingمع الحفاظ على درجة الصوت، ومغلفات التلاشي/الاختفاء، والتلاشي المتبادل ("الدمج") بين ملفين صوتيين.
أصبح برنامج Sound Tools ضمن برنامج Sound Designer II، والذي كان في ذلك الوقت محررًا بسيطًا للصوت أحادي أو ستيريو يعمل على أجهزة حاسوب ماكنتوش Mac SE أو Mac II؛ وكان الحصول على الصوت الرقمي من شريط الصوت الرقمي DAT ممكنًا أيضًا. وفر البرنامج واجهة رقمية ثنائية القناة (DAT-I/O) مع اتصالات AES/EBU و S/PDIF في وقت لاحق من عام 1989، بينما ظهرت واجهة Pro I/O في عام 1990 مع محولات 18 بت.
في نهاية المطاف أصبح تنسيق الملف المستخدم بواسطة Sound Designer II (SDII) هو المعيار لتبادل ملفات الصوت الرقمية حتى ظهر تنسيق ملف WAV بعد أكثر من عقد من الزمان. ونظرًا لأن بث الصوت والتحرير غير الخطي كان يحدث على محركات الأقراص الصلبة، فقد كان البرنامج لا يزال مقيدًا بأدائ تلك الأقراص؛ فقد تتسبب المسارات المحررة بكثافة في حدوث خلل. ومع ذلك، فإن التطور السريع لتقنية الحاسوب سمح بالتطور نحو جهاز تسلسل متعدد المسارات multi-track sequencer.

### Deck و برو تولز و Sound Tools II و برو تولز II (1990–1994)
كان المحرك الأساسي والجزء الأكبر من واجهة المستخدم للإصدار الأول من برو تولز يعتمد على Deck. كان هذا البرنامج، الذي نُشر في عام 1990، أول جهاز تسجيل رقمي متعدد المسارات يعتمد على جهاز حاسوب شخصي. وقد جرى تطويره بواسطة شركة OSC، وهي شركة صغيرة في سان فرانسيسكو تأسست في نفس العام، بالاشتراك مع Digidesign وبدأ تشغيله على أجهزة Digidesign. كان بإمكان Deck أن يقوم بتشغيل أربعة مسارات صوتية باستخدام الأتمتة؛ وكان تسلسل MIDI ممكنًا أثناء التشغيل والتسجيل، ويمكن تعيين مجموعة واحدة من التأثيرات لكل مسار صوتي (معادل بارامترية ثنائي النطاق، ومعادل أحادي النطاق مع تأخير، ومعادل أحادي النطاق مع جوقة، وتأخير مع جوقة).
أُطلق نظام برو تولز الأول في 5 يونيو 1991. كان يعتمد على نسخة معدلة من Deck (ProDeck) إلى جانب برنامج التحرير الجديد من Digidesign، المسمى ProEdit، الذي أنشأه مارك جيفري؛ ثم جرى توفير Sound Designer II أيضًا للتحرير ثنائي القناة. واعتمدت برو تولز على بطاقة Audiomedia من إنتاج Digidesign، حيث قامت بتركيب معالج موتورولا 56001، بمعدل ساعة بلغ 22.58 ميجا هيرتز، وتقدم قناتين تناظريتين وقناتين رقميتين للإدخال والإخراج، إضافة إلى بطاقة Sound Accelerator. كان المزامنة الخارجية مع أجهزة تسجيل الصوت والفيديو ممكنة باستخدام رمز الوقت SMPTE وبرامج تشغيل Video Slave. كان النظام الكامل يباع بمبلغ 6000 دولار أمريكي.
ثم أُطلق نسخة Sound Tools II في عام 1992 مع بطاقة معالج إشارات رقمية DSP جديدة. إضافة إلى إصدار واجهتين أيضًا هما: Pro Master 20، التي توفر تحويل تناظري رقمي A/D بدقة 20 بت، وAudiomedia II، مع محولات رقمية محسّنة ومعالج موتورولا 56001 يعمل بسرعة 33.86 ميجاهرتز.
في عام 1993، انفصل جوش روزن وماتس ميربيرج وجون دالتون، مهندسو شركة OSC الذين طوروا Deck، عن شركة Digidesign للتركيز على إصدار برامج متعددة المسارات منخفضة التكلفة تعمل على أجهزة الحاسوب دون الحاجة إلى أجهزة إضافية. كان هذا البرنامج معروفًا باسم Session (لبطاقات الصوت الاستريو فقط) وSession 8 (لواجهات الصوت متعددة القنوات) وكان يُباع بسعر 399 دولارًا أمريكيًا.
شعر بيتر جوتشر أن البرنامج يحتاج إلى إعادة كتابة كبيرة. فكان برو تولز II، أول إصدار برمجي جرى تطويره بالكامل بواسطة شركة Digidesign، تبعه في نفس العام مع معالجة نقاط الضعف في سابقه. وقد جرى دمج المحرر والمازج في تطبيق برو تولز واحد يستخدم محرك Digidesign Audio Engine (DAE) الذي أنشأه Peter Richert. وكذلكم جرى توفير DAE كتطبيق منفصل لتفضيل دعم الأجهزة من مطوري الطرف الثالث، مما يتيح استخدام أجهزة برو تولز والمكونات الإضافية على برامج DAW الأخرى. وقد بيع أكثر من 8000 وحدة منه ذلك النظام حول العالم، وبذلك أصبح برو تولز II محطة العمل الصوتية الرقمية الأكثر مبيعًا.

### برو تولز II TDM: بـ 16 مسارًا وإضافات في الزمن الحقيقي (1994)
في عام 1994، نفذت برو تولز 2.5 تقنية الإرسال المتعدد بتقسيم الزمن التي طورتها شركة Digidesign حديثًا، والتي سمحت بتوجيه تدفقات صوتية رقمية متعددة بين بطاقات معالج الإشارات الرقمية DSP. باستخدام TDM، يمكن ربط ما يصل إلى أربع بطاقات NuBus، والحصول على نظام مكون من 16 مسارًا، بينما يمكن تشغيل العديد من المكونات الإضافية المستندة إلى معالج الإشارات الرقمية DSP في وقت واحد وفي الزمن الحقيقي. وبذلك تحقق النطاق الترددي الأوسع المطلوب لتشغيل عدد أكبر من المسارات باستخدام بطاقة توسعة واجهة النظام الحاسوبي الصغير SCSI التي جرى تطويرها بواسطة Grey Matter Response، والتي تسمى System Accelerator.
في العام نفسه، أعلنت شركة Digidesign اندماجها مع شركة الوسائط المتعددة الأمريكية Avid، مطور منصة تحرير الفيديو الرقمي Media Composer وأحد عملاء Digidesign الرئيسيين (حيث اشترت Avid قرابة 25% من بطاقات Sound Accelerator وAudiomedia المنتجة). وانتهت العملية في عام 1995.

### برو تولز III: بـ 48 مسارًا وبطاقات DSP Farm والتبديل إلى بطاقات PCI عام (1995–1997)
بفضل بطاقة Disk I/O المعاد تصميمها، أصبح برنامج برو تولز III قادرًا على توفير 16 مسارًا باستخدام بطاقة NuBus واحدة؛ وأمكن توسيع النظام باستخدام TDM إلى ما يصل إلى ثلاث بطاقات Disk I/O، مما أدى إلى تحقيق 48 مسارًا. واستُخدمت بطاقات DSP Farm لزيادة قوة المعالجة اللازمة لمعالجة صوتية أكثر شمولاً في الزمن الحقيقي؛ حيث جرى تجهيز كل بطاقة بثلاث شرائح موتورولا 56001 تعمل بسرعة 40 ميجا هرتز. أمكن إضافة بطاقات معالج الإشارات الرقمية DSP متعددة للحصول على قوة معالجة إضافية؛ حيث يمكن لكل بطاقة التعامل مع تشغيل 16 مسارًا. ولا تزال بطاقة SCSI مخصصة مطلوبة لتوفير النطاق الترددي المطلوب لدعم أنظمة البطاقات المتعددة.
إلى جانب برنامج برو تولز III، أطلقت شركة Digidesign واجهة 888، مع ثماني قنوات من الإدخال والإخراج التناظري والرقمي، وواجهة 882 الأرخص. يتضمن نظام الجلسة 8 سطح تحكم يحتوي على ثمانية أشرطة تمرير. إضافة إلى سلسلة من مكونات TDM الإضافية مع البرنامج، بما في ذلك معالجة الديناميكيات، والمُعادل، والتأخير، والتعديل، والصدى.
في عام 1996، وبعد قرار شركة أبل Apple بالتخلي عن NuBus لصالح ناقل الربط بين المكونات الطرفية PCI، أضافت شركة Digidesign دعم للناقل الجديد PCI مع برو تولز 3.21. تتضمن نسخة PCI من بطاقة Disk I/O SCSI عالية السرعة إلى جانب شرائح معالج الإشارات الرقمية DSP، بينما تتضمن بطاقة DSP Farm PCI المحدثة أربع شرائح موتورولا 56002 تعمل بسرعة 66 ميجا هرتز.
سمح هذا التغيير في بناء الحواسيب بتقارب أجهزة حاسوب ماكنتوش مع أجهزة الحواسيب الشخصية التي تعتمد على إنتل Intel، والتي أصبح الناقل PCI هو ناقل الاتصالات الداخلية القياسي لها. ومع إصدار الناقل PCI لبطاقة Audiomedia من شركة Digidesign في عام 1997 (Audiomedia III)، أصبح من الممكن تشغيل Sound Tools وبرو تولز على أنظمة تشغيل Windows لأول مرة.

### خلط الصوت المحيطي بدقة 24 بت: برو تولز | 24 وبرو تولز | 24 MIX عام (1997–2002)
مع إصدار برو تولز | 24 في عام 1997، قدمت شركة Digidesign واجهة جديدة 24 بت (888|24) وبطاقة ناقل PCI جديدة (d24). اعتمد d24 على معالجات موتورولا 56301، مما يوفر قوة معالجة متزايدة و24 مسارًا من الصوت 24 بت، (تم زيادتها لاحقًا إلى 32 مسارًا مع تحديث برنامج DAE). كان هناك حاجة إلى مُسرع SCSI لمواكبة زيادة معدل نقل البيانات. تخلت شركة Digidesign عن وحدة التحكم SCSI الخاصة بها لصالح وحدات التحكم المتوفرة تجاريًا.
أمكن تقديم 64 مسارًا مع دعم d24 المزدوج مع إصدار برو تولز 4.1.1 في عام 1998، بينما قدم نظام برو تولز | 24 MIX المحدث قوة معالجة إشارات رقمية DSP أكبر بثلاث مرات مع بطاقات معالج الإشارات الرقمي MIX Core DSP. قامت أنظمة MIXplus بدمج معالج الإشارات MIX Core مع MIX Farm، مما أدى إلى زيادة في الأداء بنسبة 700% مقارنة بنظام برو تولز | 24.
شهد برنامج برو تولز 5 تطورين كبيرين في البرمجيات: وظيفة MIDI الموسعة والتكامل في عام 1999 (عرض لفة البيانو القابلة للتحرير في المحرر؛ أتمتة MIDI والتكميم والنقل) وإدخال خلط الصوت المحيطي والمكونات الإضافية متعددة القنوات - حتى تنسيق 7.1 - مع إصدار برو تولز TDM 5.1 في عام 2001.
حدث الانتقال من تقنية الاستوديو التناظرية التقليدية القائمة على الشريط إلى منصة برو تولز داخل الصناعة: كانت أغنية "Livin' la Vida Loca" لريكي مارتن (1999) أول أغنية منفردة تصل إلى المركز الأول في بيلبورد هوت 100 Billboard Hot 100 يجري تسجيلها وتحريرها ومزجها بالكامل داخل بيئة برو تولز، مما يسمح بسير عمل تحرير أكثر دقة وسهولة (خاصة على الغناء).
وسعيًا لتعزيز وجودها في الاستوديوهات الاحترافية، بدأت شركة Digidesign في استهداف سوق المستهلكين من الفئة المتوسطة في عام 1999 من خلال تقديم حزمة Digi001، التي تتكون من واجهة صوتية مثبتة على الرف مع ثمانية مدخلات ومخرجات بدقة 24 بت و44.1/48 كيلو هيرتز، مع القدرة على نقل البيانات واتصالات MIDI. جرى توزيع الحزمة باستخدام برو تولز LE، وهو إصدار محدد من البرنامج بدون دعم لمعالج الإشارات الرقمية DSP، ويقتصر على 24 مسار خلط.

### الصوت عالي الدقة وتوحيد التسجيل الرقمي والمزج: برو تولز | HD عام (2002–2011)
بعد إطلاق نظام التشغيل ماك أو إس إكس Mac OS X في عام 2001، قامت شركة Digidesign بإعادة تصميم كبيرة لأجهزة وبرامج برو تولز. فجرى إطلاق نظام برو تولز | HD في عام 2002، ليحل محل نظام برو تولز | 24 ويعتمد على مجموعة جديدة من بطاقات معالج الإشارات الرقمية DSP (HD Core وHD Process، لتحل محل MIX Core وMIX Farm)، وواجهات جديدة تعمل بتردد يصل إلى 192 كيلو هرتز أو 96 كيلو هرتز. ومعدلات أخذ العينات (HD 192 و96، لتحل محل 888 و882)، بالإضافة إلى إصدار مُحدَّث من البرنامج (برو تولز 6) مع ميزات جديدة وواجهة مستخدم رسومية أعيد تصميمها، وقد جرى تطويرها لنظامي التشغيل أو إس إكس OS X و ويندوز إكس بي Windows XP. وصار من الممكن ربط واجهتين HD معًا لزيادة عمليات الإدخال والإخراج من خلال اتصال خاص. كان سعر النظام الأساسي 12000 دولار أمريكي، بينما كان سعر النظام الكامل 20000 دولار أمريكي.
جرى تركيب تسع شرائح موتورولا 56361 على كل من بطاقات HD Core وProcess تعمل بسرعة 100 ميجاهرتز، كل منها يوفر طاقة معالجة أكبر بنسبة 25% من شرائح موتورولا 56301 المثبتة على بطاقات MIX؛ وهذا يعني ضِعف الطاقة لبطاقة واحدة تقريبًا. يمكن للنظام أن يجمع بين بطاقة HD Core واحدة مع ما يصل إلى بطاقتي HD Process، مما يدعم تشغيل 96/48/12 مسارًا بمعدل 48/96/192 كيلو هيرتز (مع تثبيت بطاقة HD Core واحدة) و128/64/24 مسارًا بمعدل 48/96/192 كيلوهرتز (مع بطاقة معالجة HD واحدة أو اثنتين).
عندما قامت شركة أبل Apple بتغيير بنية فتحة التوسعة في ماكنتوش Mac G5 إلى مسرى الربط السريع بين المكونات الطفية PCI Express، أطلقت شركة Digidesign خطًا من بطاقات معالج الإشارات الرقمية PCIe DSP التي اعتمدت تنسيق فتحة البطاقة الجديد وغيرت قليلاً من مجموعة الرقائق. حيث استُبدلت بطاقات HD Process ببطاقات HD Accel، حيث أمكن تركيب تسعة شرائح موتورولا 56321 تعمل بسرعة 200 ميجا هرتز، وكل منهما يوفر ضِعف الطاقة التي توفرها بطاقة HD Process؛ وكذلك توسيع عدد المسارات للأنظمة التي تحتوي على HD Accel إلى 192/96/36 مسارًا عند معدلات 48/96/192 كيلوهرتز. أدى استخدام اتصال الربط السريع بين المكونات الطرفية PCI Express إلى تقليل وقت التأخير ذهابًا وإيابًا، في حين سمحت معالجة الصوت رقميًا DSP باستخدام أحجام أصغر من مخازن الأجهزة أثناء التسجيل، مما يضمن أداءً مستقرًا مع زمن انتقال منخفض للغاية.
أصبحت برو تولز، التي تقدم بديلاً قويًا وموثوقًا به للتسجيل والمزج التناظري، في نهاية المطاف معيارًا في الاستوديوهات الاحترافية طوال العقد، في حين أعادت ميزات التحرير مثل Beat Detective (ظهرت مع إصدار برو تولز 5.1 في عام 2001) وElastic Audio (ظهرت مع إصدار برو تولز 7.4 في عام 2007) تعريف سير العمل المعتمد في إنتاج الموسيقى المعاصرة.
كانت المعالم البرمجية الأخرى هي معالجة المهام الخلفية (مثل عرض التلاشي أو تحويل الملفات أو إعادة الربط)، والإدراج في الزمن الحقيقي لمكونات TDM الإضافية أثناء التشغيل، وبيئة المستعرض/قاعدة البيانات التي ظهرت مع إصدار برو تولز 6 في عام 2003؛ والتعويض التلقائي للتأخير الإضافي (ADC)، ظهر مع إصدار برو تولز 6.4 في عام 2004 ومتاح فقط مع أنظمة TDM مع HD Accel؛ إضافة إلى تنفيذ جديد لـ RTAS مع دعم متعدد الخيوط وأداء محسن، ومجموعات المناطق، ومسارات الآلات، ومعالجة MIDI في الزمن الحقيقي، ظهر مع إصدار برو تولز 7 في عام 2006؛ وكذلك تقليص مستوى الصوت وVCA، والتي ظهرت مع إصدار برو تولز 7.2 في عام 2006؛ ثم دعم إدراج عشرة مسارات، ومحرر MIDI، وMIDI Score، مع إصدار برو تولز 8 في عام 2009.
وقد توقف دعم أجهزة برو تولز | MIX مع الإصدار 6.4.1.

#### الأنظمة الأصلية: برو تولز LE وبرو تولزM-Powered
قُدِّم برنامج برو تولز LE ووُزِّع لأول مرة في عام 1999 مع واجهة Digi 001، وكان إصدارًا محددًا من برنامج برو تولز حيث اعتمدت معالجة الإشارة بالكامل على وحدة المعالجة المركزية المضيفة. يتطلب البرنامج واجهة Digidesign لتشغيله، والتي تعمل كآلية حماية للنسخ للبرنامج. كان Mbox هو النطاق الأساسي للواجهة المتاحة؛ وكان Digi 001 وDigi 002/003، اللذان وفرا أيضًا سطح تحكم، النطاق الأعلى. كما جرى تشغيل Eleven Rack على برو تولز LE، بما في ذلك معالجة الإشارات الرقمية DSP المضمنة عبر شريحة FPGA، ونقل محاكاة مكبر الصوت/مكبر الصوت للجيتار، ومعالجة المكونات الإضافية لتأثيرات الجيتار إلى الواجهة، مما يسمح لها بالعمل دون إرهاق النظام المضيف.
شارك إصدار برو تولز LE نفس واجهة برو تولز HD ولكنه كان يحتوي على عدد مسارات أقل (24 مسارًا مع برو تولز 5، وتمتد إلى 32 مسارًا مع برو تولز 6 و48 مسارًا مع برو تولز 8) ودعم معدل أخذ عينات أقصى يبلغ 96 كيلو هرتز (اعتمادًا على الواجهة المستخدمة). وقد حُذفت بعض ميزات البرامج المتقدمة، مثل التعويض التلقائي للتأخير، وخلط الصوت المحيطي، وBeat Detective متعدد المسارات، ودعم OMF/AAF، و SMPTE Timecode. لكن جرى توفير بعض هذه الميزات، بالإضافة إلى دعم 48 مسارًا/96 صوتًا (جرى توسيعه إلى 64 مسارًا/128 صوتًا باستخدام برو تولز 8) والمكونات الإضافية، من خلال حزمة توسعة تسمى "مجموعة أدوات إنتاج الموسيقى". وقد أُضيفت "مجموعة أدوات الإنتاج الكاملة"، التي ظهرت مع إصدار برو تولز 8، لدعم خلط الصوت المحيطي و128 مسارًا (بينما كان النظام لا يزال يقتصر على 128 صوتًا).
مع الاستحواذ على شركة M-Audio في عامي 2004 و2005، أصدرت شركة Digidesign إصدارًا محددًا من برو تولز، يسمى M-Powered، وقد كان يعادل برو تولز LE ويمكن تشغيله باستخدام واجهات M-Audio.
وقد توقف خط انتاج برو تولز LE/ M-Powered مع إصدار برو تولز 9.

#### الأنظمة الأصلية المستقلة عن الأجهزة: برو تولز 9
ظهر إصدار برو تولز 9 في نوفمبر 2010، حيث ألغى متطلب الأجهزة الخاصة لتشغيل البرنامج. وصار بالإمكان استخدام أي جهاز صوتي من خلال Core Audio على نظام تشغيل ماك أو إس macOS أو برنامج تشغيل ASIO على ويندوز Windows. سمح Core Audio بتجميع الأجهزة، مما يتيح استخدام أكثر من واجهة في وقت واحد. وكذلك تضمين بعض ميزات برنامج برو تولز HD، مثل تعويض التأخير الإضافي التلقائي، واستيراد ملف OMF/AAF، ومسطرة Timecode، وBeat Detective متعدد المسارات، في الإصدار القياسي من برو تولز 9.
عند التشغيل على جهاز يحتوي على بطاقة HD Core أو Accel أو Native واحدة أو أكثر، يجري تشغيل البرنامج كـ برو تولز HD مع مجموعة ميزات HD الكاملة. في جميع الحالات الأخرى، جرى تشغيله كإصدار برو تولز 9 القياسي، مع عدد مسارات أقل وإيقاف تشغيل بعض الميزات المتقدمة.

#### البحث المتقدم في الأجهزة (AIR): الأجهزة الافتراضية المدمجة والمكونات الإضافية
ردًا على قرار شركة أبل Apple بتضمين خط إيماجيك Emagic الكامل من الأدوات الافتراضية في Logic Pro في عام 2004 وبعد استحواذ شركة Avid على شركة Wizoo الألمانية لتطوير الأدوات الافتراضية في عام 2005، فقد جرى تزويد برو تولز 8 بمكتبة الأدوات الافتراضية المضمنة الأولى، AIR Creative Collection، بالإضافة إلى بعض المكونات الإضافية الجديدة، لجعلها أكثر جاذبية لإنتاج الموسيقى. ثم كان التحديث متاحًا أيضًا، ويُسمى AIR Complete Collection.
| مجموعة AIR الإبداعية | مجموعة AIR الإبداعية             |
| -------------------- | -------------------------------- |
| هيكل مجاني           | عينة مع مكتبة أساسية             |
| طفرة                 | آلة الطبل الإلكترونية            |
| فراغ                 | مُركِّب صوتي افتراضي على غرار الطرح |
| ميني جراند           | عينة من البيانو الصوتي           |
| دي بي 33             | عينة من أورغن هاموند B3          |
| إكسباند!2            | مكتبة التوليف والعينة            |

| مجموعة AIR الكاملة | مجموعة AIR الكاملة                   |
| ------------------ | ------------------------------------ |
| بناء               | عينة مع مكتبة كاملة                  |
| طرق                | الطبال الافتراضي                     |
| هجين               | مُركِّب طرحي افتراضي                    |
| مخمل               | عينات من البيانو الكهربائي الكلاسيكي |
| ناقل               | أداة معالجة الحلقة في الزمن الحقيقي  |

### برو تولز | HDX (2011–الآن)
في أكتوبر 2011، قدمت شركة Avid برنامج برو تولز 10 وسلسلة جديدة من بطاقات الربط السريع بين المكونات الطرفية DSP PCIe المسماة HDX. تحتوي كل بطاقة على 18 معالج إشارة رقمية، من إنتاج شركة Texas Instruments، مما يسمح بزيادة الدقة الحسابية (32 بت لمعالجة الصوت و64 بت للمزج، مقابل دقة 24 بت و48 بت السابقة لمحرك TDM)، وبالتالي تحسين أداء النطاق الديناميكي. أمكن تشغيل معالجة الإشارة على DSP المضمن، مما يوفر قوة حسابية إضافية ويتيح زمن انتقال قريب من الصفر للمكونات الإضافية المعتمدة على معالج الإشارات الرقمية DSP. تعاملت شريحتا مصفوفة البوابات المنطقية القابلة للبرمجة FPGA مع تشغيل المسار ومراقبته والتوجيه الداخلي، مما يوفر زمن انتقال أقل ذهابًا وإيابًا.
وقد وفر خط ثانٍ من بطاقات الربط السريع PCIe، يسمى HD Native، زمن انتقال منخفضًا باستخدام شريحة FPGA واحدة ولكنه لم يُركب معالج إشارات رقمية DSP (تعتمد معالجة الصوت على وحدة المعالجة المركزية للنظام المضيف). وزمن انتقال ذهابًا وإيابًا عند 96 كيلو هيرتز، وقد كان 0.7 مللي ثانية لـ HDX و1.7 مللي ثانية لـ HD Native (مع مخزن مؤقت يحتوي على 64 عينة).
للحفاظ على اتساق الأداء، حُددت منتجات HDX بعدد أقصى ثابت من الأصوات (كل صوت يمثل قناة أحادية الصوت). كل بطاقة HDX مكنت من 256 صوتًا متزامنًا بمعدل 44.1/48 كيلوهرتز؛ انخفض عدد الأصوات إلى النصف عندما تضاعف معدل العينة (128 صوتًا عند 88.2/96) كيلوهرتز، 64 صوتًا عند 176.4/192 كيلوهرتز). أمكن تثبيت ما يصل إلى ثلاث بطاقات HDX على نظام واحد للحصول على أقصى قدر من إجمالي الأصوات 768/384/192 وللحصول على قوة معالجة متزايدة. في الأنظمة الأصلية، كان عدد الأصوات محدودًا بـ 96/48/24 صوتًا مع الإصدار القياسي من برو تولز و256/128/64 صوتًا مع برنامج برو تولز HD.
مع إصدار برو تولز 10، قامت شركة Avid بنشر تنسيق إضافي جديد لكل من أنظمة Native وHDX يسمى AAX (اختصار لـ Avid Audio eXtension). وقد جرى استبدال مكونات RTAS الإضافية بـ AAX Native وكذلك استبدال مكونات TDM الإضافية بـ AAX DSP، وهو تنسيق محدد يعمل على أنظمة HDX. ثم جرى تطوير AAX لتوفير التنفيذ المستقبلي للمكونات الإضافية ذات 64 بت، على الرغم من أن الإصدارات ذات 32 بت من AAX لا تزال تُستخدم في برو تولز 10. توقف دعم TDM مع HDX، في حين أن برو تولز 10 سيكون الإصدار النهائي لأنظمة برو تولز | HD Process وAccel.
كانت ميزات البرامج البارزة التي ظهرت مع برو تولز 10 هي أتمتة الكسب المستندة إلى المقطع القابلة للتحرير (Clip gain)، والقدرة على تحميل بيانات الصوت الخاصة بالجلسة في ذاكرة الوصول العشوائي لتحسين استجابة النقل (التخزين المؤقت للقرص)، وطول تعويض التأخير التلقائي المضاعف أربع مرات، إضافة إلى تلاشي الصوت الذي تجري معالجته في الزمن الحقيقي، وطول الخط الزمني الممتد إلى 24 ساعة، ودعم الصوت حتى 32 بت وتنسيقات الصوت المختلطة داخل الجلسة، وإضافة البرنامج الإضافي Avid Channel Strip (بناءً على شريط القناة في وحدة التحكم Euphonix System 5، بعد استحواذ شركة Avid على Euphonix في عام 2010).

### التبديل إلى بنية 64 بت (2013)
ظهر الإصدار برو تولز 11 في يونيو 2013، حيث تحول من بنية البرنامج 32 بت إلى 64 بت مع محركات صوت وفيديو جديدة، مما أتاح للتطبيق والمكونات الإضافية الاستفادة الكاملة من ذاكرة النظام. قدم محرك الصوت الجديد (AAE) دعمًا للارتداد غير المتصل بالإنترنت والمزج المتزامن لمصادر متعددة؛ سمحت معالجة المكونات الإضافية الديناميكية بتقليل استخدام وحدة المعالجة المركزية عندما لا تتلقى المكونات الإضافية الأصلية النشطة أي إدخال. إضافة إلى استخدام مخزنين منفصلين للتشغيل ومراقبة المسارات الممكنة للتسجيل أو المراقبة عن طريق الإدخال. يعمل محرك الفيديو الجديد (AVE) على تحسين الأداء والتعامل مع وحدة المعالجة المركزية متعددة الأنوية.
توقف الدعم لأنظمة HD Accel، وواجهات HD القديمة، وTDM، والمكونات الإضافية AAX ذات 32 بت بسبب عدم توافقها مع بنية 64 بت. وظهر إصدار مجاني للمبتدئين يوفر الميزات الأساسية لبرنامج برو تولز، والذي يُسمى "First"، في عام 2015 لكن جرى إيقافه في ديسمبر 2021 لكونه "غير قابل للاستمرار على المستوى الفني".

## السمات
يسمح البرنامج بتنظيم سير عمل برو تولز في نافذتين رئيسيتين: يظهر الخط الزمني في نافذة التحرير، بينما يظهر المازج في نافذة المزج. توفر نوافذ MIDI وScore Editor بيئة مخصصة لتحرير MIDI. يمكن تخزين تخطيطات النوافذ المختلفة، بالإضافة إلى المسارات المعروضة والمخفية وإعدادات عرضها، واستدعاؤها من قائمة تكوين النافذة.

### الخط الزمني
يوفر الخط الزمني تمثيلًا بيانيًا لجميع أنواع المسارات: الغلاف الصوتي أو الشكل الموجي (عند التكبير) للمسارات الصوتية، ولفافة البيانو التي تعرض ملاحظات MIDI وقيم وحدة التحكم لمسارات MIDI والأدوات، وتسلسل الصور المصغرة للإطارات لمسارات الفيديو، إضافة إلى مستويات الصوت للمسارات المساعدة والرئيسية والرئيسية VCA. يمكن تسجيل الصوت البديل ومحتوى MIDI وعرضهما وتحريرهما في طبقات متعددة لكل مسار (تسمى قوائم التشغيل)، والتي يمكن استخدامها لتأليف المسار. يمكن تغيير جميع معاملات المازج (مثل مستوى الصوت والمسار والإرسال والتحريك وحالة كتم الصوت) ومعاملات المكونات الإضافية بمرور الوقت من خلال الأتمتة. يمكن عرض أي نوع من أنواع الأتمتة وتحريره في مسارات متعددة لكل مسار. يمكن تحويل أتمتة الحجم القائمة على المسار إلى أتمتة قائمة على المقطع والعكس صحيح؛ ويمكن أيضًا نسخ ولصق أتمتة أي نوع إلى أي نوع آخر من أنواع الأتمتة.
يمكن قياس الوقت وعرضه على الخط الزمني بمقاييس مختلفة: أشرطة وإيقاعات، أو الوقت أو رمز الوقت SMPTE (مع معدلات إطارات قابلة للاختيار)، أو عينات صوتية، أو أقدام مخزون الفيلم للإشارة إلى الصوت للفيلم (بناءً على تنسيق الفيلم 35مم). يمكن أيضًا برمجة تغييرات الإيقاع والمقياس؛ يمكن لكل من مقاطع MIDI والمقاطع الصوتية التحرك أو تمديد الوقت لمتابعة تغييرات الإيقاع (المسارات "القائمة على العلامة") أو الحفاظ على موقعها المطلق (المسارات "القائمة على العينة"). لكن يجب تمكين Elastic Audio للسماح بتمديد وقت المقاطع الصوتية.

### التحرير
يمكن نقل مقاطع الصوت وMIDI، وقطعها، ونسخها بطريقة غير خطية على الخط الزمني (تغير التعديلات تنظيم المقطع على الخط الزمني، ولكن لا يجري الكتابة فوق ملفات المصدر). يمكن تطبيق تمديد زمن الصوت (TCE)، وتحويل درجة الصوت، والمُعادلة، ومعالجة الديناميكيات على المقاطع الصوتية بشكل غير خطي وفي الزمن الحقيقي باستخدام Elastic Audio  وتأثيرات المقطع؛ يمكن تعديل الكسب بشكل ثابت أو ديناميكي على المقاطع الفردية باستخدام Clip Gain؛ يمكن تطبيق التلاشي والتلاشي المتبادل وتعديلهما ومعالجتهما في الزمن الحقيقي. يمكن تقديم جميع أنواع معالجة الصوت الأخرى على الخط الزمني باستخدام إصدار AudioSuite (غير الزمن الحقيقي) من مكونات AAX الإضافية. يمكن تحويل المقاطع الصوتية إلى بيانات MIDI باستخدام محرك Celemony Melodyne؛ إضافة إلى استخراج النغمات مع التوقيت والسرعات من خلال خوارزميات التحليل اللحني أو المتعدد الأصوات أو الإيقاعي. يمكن أيضًا عرض درجة الصوت وإيقاع المسارات الصوتية والتلاعب بها باستخدام Melodyne Essential المضمن.
يمكن تحرير ملاحظات MIDI والسرعات ووحدات التحكم مباشرة على الخط الزمني، حيث يعرض كل مسار MIDI لفة بيانو فردية، أو في نافذة محددة، حيث يمكن عرض العديد من مسارات MIDI والآلات الموسيقية معًا في لفة بيانو واحدة مع ترميز الألوان. يمكن عرض وحدات تحكم MIDI متعددة لكل مسار وتحريرها على مسارات مختلفة. يمكن أيضًا عرض مسارات MIDI في تدوين موسيقي داخل محرر النوتة الموسيقية. كذلك يمكن تغيير بيانات MIDI مثل كمية النوتة، والمدة، والنقل، والتأخير، والسرعة بشكل غير خطي وفي الزمن الحقيقي على أساس كل مسار.
يمكن استيراد ملفات الفيديو إلى مسار فيديو واحد أو أكثر وتنظيمها في قوائم تشغيل متعددة. من الممكن تحرير ملفات فيديو متعددة معًا وتشغيلها في الزمن الحقيقي. تجري معالجة الفيديو عن طريق وحدة معالجة الرسوميات والتي يجري إدارتها بواسطة محرك الفيديو Avid (AVE). إضافة إلى توفير إخراج الفيديو من مسار فيديو واحد في نافذة منفصلة أو يمكن عرضه على الشاشة الكاملة.

### المزج
يعرض المازج الافتراضي عناصر التحكم والمكونات لجميع المسارات، بما في ذلك الإدخالات والإرسال ومهام الإدخال والإخراج، وعناصر التحكم في القراءة/الكتابة الآلية، والتحريك، وأزرار التشغيل المنفرد/كتم الصوت، وأزرار التسجيل ARM، ومقياس الصوت، ومقياس المستوى، واسم المسار. يمكنه أيضًا إظهار عناصر تحكم إضافية للأداة الافتراضية المدرجة، وكسب مكبر الصوت المسبق، وإعدادات HEAT، ومنحنى المعادل للمكونات الإضافية المدعومة. يمكن أن تحتوي كل مدخلات ومخرجات المسار على أعماق قناة مختلفة: أحادي، مجسم (ستيريو)، متعدد القنوات (LCR، LCRS، رباعي، 5.0/5.1، 6.0/6.1، 7.0/7.1)؛ كما تتوفر تنسيقات جولبي أتموس Dolby Atmos و Ambisonics للمزج.
يمكن توجيه الصوت من وإلى مخرجات ومدخلات مختلفة، سواء كانت مادية أو داخلية. إضافة إلى تحقيق التوجيه الداخلي باستخدام الناقلات والمسارات المساعدة؛ حيث يمكن أن يحتوي كل مسار على مهام إخراج متعددة. يمكن تحميل الآلات الافتراضية على مسارات الآلات - نوع محدد من المسارات التي تتلقى بيانات MIDI في الإدخال وتعيد الصوت في الإخراج.
يجري معالجة المكونات الإضافية في الزمن الحقيقي باستخدام شرائح مخصصة لمعالجة الإشارات الرقمية DSP (تنسيق AAX DSP) أو باستخدام وحدة المعالجة المركزية للحاسوب المضيف (تنسيق AAX الأصلي).

#### تعديل المسار
يمكن إرسال المسارات الصوتية والمساعدة والآلات الموسيقية (أو مسارات MIDI الموجهة إلى البرنامج الإضافي للآلات الموسيقية الافتراضية) إلى مسارات جديدة تحتوي على مخرجاتها المُعدَّلة. يمكن إرسال الأدوات الافتراضية إلى الصوت لإعداد مشروع ترتيب للمزج؛ كما يُستخدم إرسال المسار لتحرير موارد النظام أثناء المزج أو عندما يجري مشاركة الجلسة مع أنظمة لا تحتوي على بعض المكونات الإضافية المثبتة. يمكن تقديم مسارات متعددة في وقت واحد؛ ومن الممكن أيضًا تقديم اختيار محدد للخط الزمني وتحديد نطاق الإدخالات التي سيتم تعديلها.
وبنفس الطريقة، يمكن تجميد المسارات مع عرض مخرجاتها في نهاية سلسلة المكونات الإضافية أو عند إدخال محدد لسلسلتها. يمكن تعليق التحرير على المسارات المجمدة، ولكن يمكن رفع التجميد عنها لاحقًا إذا كانت هناك حاجة إلى تعديلات إضافية. على سبيل المثال، يمكن تجميد الأدوات الافتراضية لتحرير ذاكرة النظام وتحسين الأداء مع الحفاظ على إمكانية إلغاء تجميدها لإجراء تغييرات على الترتيب.

#### المزيج
يمكن ارتداد المزيج الرئيسي للجلسة - أو أي ناقل مزيج داخلي أو مسار إخراج - إلى القرص في الزمن الحقيقي (إذا استُخدمت إدخالات الأجهزة من الأجهزة التناظرية، أو إذا تمت مراقبة أي مصدر صوت أو MIDI مباشرة في الجلسة) أو دون اتصال بالإنترنت (أسرع من الزمن الحقيقي). يمكن مزج المصدر المحدد إلى تنسيق أحادي أو مجسم (ستيريو) أو أي تنسيق متعدد القنوات آخر. يمكن كتابة المزيجات متعددة القنوات على صورة ملف صوتي متداخل أو في ملفات أحادية متعددة. يمكن خلط ما يصل إلى 24 مصدرًا لما يصل إلى 10 قنوات في وقت واحد - على سبيل المثال، لتقديم جذوع الصوت audio stems.
يمكن دمج الصوت والفيديو معًا في ملف MOV؛ ثم تحويل الفيديو باستخدام برامج ترميز الفيديو DNxHD وDNxHR وApple ProRes وH.264.

### تبادل بيانات الجلسة
يمكن تبادل بيانات الجلسة جزئيًا أو كليًا مع برامج DAW أخرى أو برامج تحرير الفيديو التي تدعم AAF أو OMF أو MXF. تتضمن تسلسلات AAF وOMF ملفات الصوت والفيديو مع بياناتها الوصفية؛ وعند فتحها بواسطة تطبيق الوجهة، يُعاد بناء بنية الجلسة مع وضع المقطع الأصلي، والتحرير، وأتمتة المسار والمقطع الأساسية.
يمكن تبادل محتويات المسار وأي من خصائصه بشكل انتقائي بين جلسات برو تولز باستخدام بيانات جلسة الاستيراد (على سبيل المثال، استيراد مقاطع صوتية من جلسة خارجية إلى مسار معين مع الاحتفاظ بإعدادات المسار أو استيراد إدخالات المسار مع الاحتفاظ بمقاطع الصوت). وبالمثل، يمكن تخزين نفس بيانات المسار لأي مجموعة مسارات - سلسلة معالجة معينة، أو مجموعة من المقاطع، أو مجموعة من المسارات مع مهامها - واسترجاعها كإعدادات مسبقة للمسار.

### التعاون السحابي
يمكن مزامنة مشروعات برو تولز مع سحابة الشركة Avid Cloud ومشاركتها مع مستخدمين آخرين على أساس كل مسار على حدة. يمكن لمستخدمين مختلفين العمل على المشروع في نفس الوقت وتحميل مسارات جديدة أو أي تغييرات على المسارات الموجودة (مثل مقاطع الصوت وMIDI والأتمتة والمكونات الإضافية المدرجة وحالة الخلاط) أو التعديلات على بنية المشروع (مثل الإيقاع أو المقياس أو المفتاح).

### سير عمل مسجل الميدان
تقوم برو تولز بقراءة البيانات الوصفية المضمنة في ملفات الوسائط لإدارة التسجيلات متعددة القنوات التي أُنتجت بواسطة مسجلات ميدانية في الصوت الإنتاجي. يمكن الوصول إلى جميع البيانات الوصفية المخزنة (مثل أرقام المشهد واللقطة، أو اسم الشريط أو لفة الصوت، أو تعليقات الإنتاج) في متصفح مساحة العمل.
يمكن التعرف على المقاطع الصوتية التناظرية من خلال تداخل رمز الوقت الخطي (LTC) ومن خلال معيار واحد أو أكثر يُحدده المستخدم (مثل مطابقة طول الملف أو اسم الملف أو المشهد وأرقام اللقطات). يمكن استبدال جزء صوتي من قنوات مطابقة (على سبيل المثال، استبدال الصوت من ميكروفون بوم بالصوت من ميكروفون لافاليير) مع الحفاظ على التحرير والتلاشي في الخط الزمني، أو يمكن إضافة أي قنوات مطابقة إلى مسارات جديدة.

### الربط بين الأنظمة المتعددة ومزامنة الأجهزة
يمكن ربط ما يصل إلى اثني عشر نظام برو تولز Ultimate مزودًا بأجهزة مخصصة معًا عبر شبكة Ethernet — على سبيل المثال، في بيئات المزج متعددة المستخدمين حيث توجد مكونات مزج مختلفة (مثل الحوار، وADR، والتأثيرات، والموسيقى) على أنظمة مختلفة، أو إذا كانت هناك حاجة إلى عدد مسارات أكبر أو قوة معالجة أكبر. يمكن التحكم في النقل والفردي والكتم من خلال نظام واحد وسطح تحكم واحد. يمكن أيضًا تخصيص نظام واحد لتشغيل الفيديو لتحسين الأداء. يمكن لبرنامج برو تولز المزامنة مع الأجهزة الخارجية باستخدام رمز الوقت SMPTE/EBU أو رمز الوقت MIDI.

## الإصدارات
يتوفر برنامج برو تولز في ثلاثة إصدارات مدفوعة تعتمد على الاشتراك تُسمى (Artist وStudio وUltimate) بالإضافة إلى إصدار مجاني واحد يُسمى (Intro).
قبل عام 2022، كان من الممكن شراء رخصتين دائمتين مختلفتين هما: إصدار قياسي مقابل 599 دولارًا أمريكيًا (يُطلق عليه بشكل غير رسمي "Vanilla")، والذي يُقدِّم جميع الميزات الرئيسية لمزج الصوت وما بعد الإنتاج، وإصدار كامل مقابل 2599 دولارًا أمريكيًا (يُطلق عليه رسميًا "Ultimate" ويعرف باسم "HD" بين عامي 2002 و2018)، والذي فتح وظائف لتدفقات العمل المتقدمة وعدد المسارات الأعلى.
| الاشتراك / البرمجيات                                              | برو تولز Intro      | برو تولز Artist                              | برو تولز Studio                                 | برو تولز Flex/Ultimate                          |
| ----------------------------------------------------------------- | ------------------- | -------------------------------------------- | ----------------------------------------------- | ----------------------------------------------- |
| نوع الترخيص                                                       | مجاناً               | مدفوع (التأمين)                              | مدفوع (التأمين)                                 | مدفوع (التأمين)                                 |
| سعر الاشتراك                                                      | -                   | 9 دولارات أمريكية شهرياً                      | 31،99 دولار أمريكي/شهر                          | 99 دولار أمريكي/شهر                             |
| أقصى عدد من الأصوات والمسارات وإدخالات الأجهزة                    |                     |                                              |                                                 |                                                 |
| مسارات صوتية                                                      | 8 (مونو/ستيريو)     | 32 (مونو/ستيريو)                             | 512 (مونو/ستيريو/المحيط)                        | 2048 (مونو/ستيريو/المحيط)                       |
| الأصوات                                                           | --                  | --                                           | --                                              | 2048 (محلي/HDX هجين)                            |
| الأصوات                                                           | --                  | --                                           | --                                              | 256/البطاقة (HDX تقليدي)                        |
| مدخلات تسجيل متزامنة                                              | 4                   | 16                                           | 64                                              | 256/192/64 (أصل/HDX/HD أصل)                     |
| مسارات MIDI                                                       | 8                   | 64                                           | 1024                                            | 1024                                            |
| مسارات الآلات                                                     | 8                   | 32                                           | 512                                             | 512                                             |
| المسارات المساعدة/مجلدات التوجيه                                  | 4                   | 32                                           | 128                                             | 1024                                            |
| مسارات VCA                                                        | --                  | --                                           | 128                                             | 128                                             |
| أغاني الفيديو                                                     | --                  | --                                           | 1                                               | 64                                              |
| إدخال/إخراج مساعد                                                 | لا , لا             | نعم                                          | نعم                                             | نعم                                             |
| العمق، معدل العينة Bit depth, Sample rate                         | 32 بت، 192 كيلوهرتز | 32 بت، 192 كيلوهرتز                          | 32 بت، 192 كيلوهرتز                             | 32 بت، 192 كيلوهرتز                             |
| أدوات الإنتاج                                                     |                     |                                              |                                                 |                                                 |
| أدوات التحرير                                                     | الأساسية            | القياسية                                     | القياسية                                        | متقدمة                                          |
| المكونات المضافة                                                  | Intro (36)          | الميلودين الحيوي                             | الميلودين الحيوي                                | الميلودين الحيوي                                |
| المكونات المضافة                                                  | Intro (36)          | مجموعة Artist (100)                          | الحزمة الكاملة Complete                         | الحزمة الكاملة Complete                         |
| محرر MIDI/لوحة المفاتيح، صوتيّ مُرنّيّ، إعدادات مسبقة للمسار، ARA 2   | نعم                 | نعم                                          | نعم                                             | نعم                                             |
| محرر النقاط، المحقق، مراقبة المدخلات، الكسب                       | لا , لا             | نعم                                          | نعم                                             | نعم                                             |
| تحويل الصوت إلى MIDI                                              | لا , لا             | نعم                                          | نعم                                             | نعم                                             |
| إعادة تسمية المجموعة من المسار/المقطع، المقطع الفضائي             | لا , لا             | لا , لا                                      | نعم                                             | نعم                                             |
| AVE، أدوات تحرير الفيديو، تدفقات عمل سجل الميدان                  | لا , لا             | لا , لا                                      | نعم                                             | نعم (تحرير الفيديو المتقدم)                     |
| أدوات المزج                                                       |                     |                                              |                                                 |                                                 |
| مزج متعدد القنوات                                                 | الصوت               | الصوت                                        | حتى 7.1.2 المحيط "دولبي أتسوموس" / "أمبيسونيكس" | حتى 7.1.2 المحيط "دولبي أتسوموس" / "أمبيسونيكس" |
| التلقائية                                                         | قياسي               | قياسي                                        | متقدم                                           | متقدم                                           |
| مؤثرات المقطع                                                     | فقط التشغيل         | فقط التشغيل                                  | كامل                                            | كامل                                            |
| تعويضات التأخير التضمينية، إرتفاع التوقف عن التشغيل، تجميد المسار | نعم                 | نعم                                          | نعم                                             | نعم                                             |
| VCA، AFL/PFL مسار منفرد، قياس متقدم                               | لا , لا             | لا , لا                                      | نعم                                             | نعم                                             |
| دولبي أتس، أيمبيسونيكس VR،الخلط المحيطي، تصدير ADM                | لا , لا             | لا , لا                                      | نعم                                             | نعم                                             |
| HEAT                                                              | لا , لا             | نعم                                          | نعم                                             | نعم                                             |
| ميزات البرنامج                                                    |                     |                                              |                                                 |                                                 |
| التعاون السحابي                                                   | وفق الدعوة          | نعم (يشمل 1 جيجابايت من مساحة التخزين الحرة) | نعم (يشمل 1 جيجابايت من مساحة التخزين الحرة)    | نعم (يشمل 1 جيجابايت من مساحة التخزين الحرة)    |
| استيراد بيانات الجلسة                                             | لا , لا             | نعم                                          | نعم                                             | نعم                                             |
| حاكم الرمز الزمني، كوديك AAC                                      | لا , لا             | نعم                                          | نعم                                             | نعم                                             |
| دعم ملفات AAF / OMF / MXF                                         | لا , لا             | لا , لا                                      | نعم                                             | نعم                                             |
| الذاكرة السريعة على القرص                                         | لا , لا             | لا , لا                                      | نعم                                             | نعم                                             |
| اتصال بالقمر الصناعي (موافقة ما يصل إلى 12 نظامًا)                 | لا , لا             | لا , لا                                      | نعم                                             | نعم                                             |

## أسطح التحكم
في منتصف تسعينيات القرن العشرين، بدأت شركة Digidesign العمل على جهاز استوديو يمكنه استبدال وحدات التحكم التناظرية التقليدية وتوفير التكامل مع برنامج برو تولز. كان ProControl (1998) هو أول سطح تحكم من شركة Digidesign، حيث يوفر أشرطة تمرير آلية حساسة للمس، وقسم اتصالات بغرفة التحكم التناظرية، والاتصال بالحاسوب المضيف عبر إيثرنت Ethernet. ويمكن توسيع ProControl لاحقًا عن طريق إضافة ما يصل إلى خمس مجموعات من الفيدرز fader packs، كل منها توفر ثمانية شرائط فيدر وأدوات تحكم إضافية.
وفي عام 2001 ظهرت Control 24 التي أضافت دعم مراقبة وشملت 16 مكبر مسبق من الفئة A صممته Focusrite. ثم جرى دمج نظام HD Accel في Icon D-Control (2004) وتطويره خصيصًا لإنتاجات الأفلام والتلفزيون الأكبر حجمًا. كان Command|8 (2004) وD-Command (2005) نظيرين أصغر حجمًا لـ Control 24 وD-Control، متصلين بجهاز الحاسوب المضيف عبر USB؛ وكان Venue (2005) نظامًا مشابهًا مصممًا خصيصًا لتطبيقات الصوت المباشر.
كان C|24 (ظهر في 2007) هو مراجعة وتطوير لـ Control 24 حيث سمح بمكبرات صوت مسبقة محسّنة، في حين كان Icon D-Control ES (2008) وIcon D-Command ES (2009) هما إعادة تصميم لـ Icon D-Control وD-Command.
في عام 2010، استحوذت شركة Avid على شركة Euphonix، وهي الشركة المصنعة لسلسلة Artist وأسطح التحكم System 5. وقد جرى دمجها مع برو تولز جنبًا إلى جنب مع بروتوكولات EuCon. وبذلك جرى إضافة أسطح التحكم Avid S6 (2013) وAvid S3 (2014)، متبوعة بدمج سلسلتي Icon وSystem 5. كان برو تولز Dock (2015) عبارة عن سطح تحكم يعتمد على جهاز iPad ويقوم بتشغيل برنامج برو تولز Control.

## الجدول الزمني للأجهزة والبرامج الخاصة ببرنامج برو تولز
| السنة | البرنامج                               | الأجهزة | معلومات الإصدار |
| ----- | -------------------------------------- | --- | --- |
| 1985  | Sound Designer                         | | تطوير برنامج تحرير العينات المرئية المستند إلى نظام التشغيل ماكنتوش لجهاز أخذ العينات E-Mu Emulator II ثم جرى إصدار منافذ مخصصة للبرنامج الأصلي لاحقًا Emax, Prophet 2000, S900, DSS-1, و Mirage samplers |
| 1987  | Sound Designer 1.5                     | Sound Accelerator | إصدار عالمي مع ميزات تحرير محسّنة من خلال أجهزة ماكنتوش (المزج والتلاشي المتبادل والكسب والمعادلة) ودعم مجموعة متنوعة من أجهزة أخذ العينات متوافق مع بطاقة NuBus Sound Accelerator، ومجهز بشريحة واحدة من موتورولا 56001، مما يوفر أجهزة DSP مخصصة |
| 1989  | Sound Tools                            | Sound Tools | نظام تسجيل وتحرير قرص صلب ستريو مع صوت 16 بت ومعدل أخذ عينات 44.1 كيلو هرتز أو 48 كيلو هرتز يعتمد تنسيق الصوت الخاص SDII يعتمد على بطاقة NuBus Sound Accelerator المتصلة بمحول AD ثنائي القناة الخارجي وبرنامج Sound Designer II الذي يعمل على ماكنتوش SE و ماكنتوش 2 |
| 1989  | Sound Designer II                      | Sound Accelerator Audiomedia I | نظام تسجيل وتحرير قرص صلب ستريو مع صوت 16 بت ومعدل أخذ عينات 44.1 كيلو هرتز أو 48 كيلو هرتز يعتمد تنسيق الصوت الخاص SDII يعتمد على بطاقة NuBus Sound Accelerator المتصلة بمحول AD ثنائي القناة الخارجي وبرنامج Sound Designer II الذي يعمل على ماكنتوش SE و ماكنتوش 2 |
| 1991  | برو تولز                               | برو تولز | نظام إنتاج رقمي رباعي المسارات يعتمد على نظام التشغيل ماكنتوش ويتعامل معه بواسطة ProEdit (برنامج التحرير) وProDeck (برنامج المزج) مرتب موسيقي تسلسل MIDI والأتمتة |
| 1991  | ProEdit ProDeck                        | | نظام إنتاج رقمي رباعي المسارات يعتمد على نظام التشغيل ماكنتوش ويتعامل معه بواسطة ProEdit (برنامج التحرير) وProDeck (برنامج المزج) مرتب موسيقي تسلسل MIDI والأتمتة |
| 1992  | برو تولز 1.1                           | برو تولز 1.1 | دعم 4–16 صوتًا في المزج باستخدام ما يصل إلى أربع بطاقات/واجهات |
| 1992  | Sound Tools II                         | Sound Tools II | دعم واجهة Pro Master 20 مع تحويل A/D بدقة 20 بت |
| 1993  | برو تولز II                            | برو تولز II | دمج برامج التحرير والمزج في تطبيق واحد يسمى برو تولز مع المكون DAE (Digidesign Audio Engine) دعم 4 أصوات |
| 1993  | Audiomedia II                          | | دمج برامج التحرير والمزج في تطبيق واحد يسمى برو تولز مع المكون DAE (Digidesign Audio Engine) دعم 4 أصوات |
| 1994  | برو تولز II TDM (2.5)                  | برو تولز II TDM (2.5) | الإرسال المتعدد بتقسيم الزمن TDM تشغيل التأثيرات في الزمن الحقيقي كمكونات إضافية للبرامج؛ ويمكن ربط ما يصل إلى 4 بطاقات NuBus معًا |
| 1994  | برو تولز III                           | برو تولز III | 16–48 صوتًا على أنظمة ماكنتوش المعتمدة على NuBus (يمكن ربط ما يصل إلى ثلاث بطاقات) بطاقة NuBus DSP Farm مزودة بثلاث شرائح Motorola 56001 (سرعة ساعة 40 ميجا هرتز) لقوة معالجة إضافية تم تحسين وظيفة تحرير البرنامج |
| 1994  | DSP Farm                               | | 16–48 صوتًا على أنظمة ماكنتوش المعتمدة على NuBus (يمكن ربط ما يصل إلى ثلاث بطاقات) بطاقة NuBus DSP Farm مزودة بثلاث شرائح Motorola 56001 (سرعة ساعة 40 ميجا هرتز) لقوة معالجة إضافية تم تحسين وظيفة تحرير البرنامج |
| 1996  | برو تولز III PCI                       | برو تولز III PCI | 16–48 صوتًا لأنظمة ماكنتوش المعتمدة على مسرى الربط بين المكونات الطرفية PCI (يمكن ربط ما يصل إلى 3 بطاقات) واجهات سلسلة 88x مع 8 قنوات إدخال/إخراج، ومحولات مبدل تماثلي رقمي/مبدل رقمي تماثلي ذات 16 بت، ومدخلات ومخرجات AES/EBU بطاقة PCI DSP Farm مزودة بـ 4 شرائح Motorola 56002 (سرعة الساعة 66 ميجا هرتز) |
| 1996  | برو تولز 3.21                          | 888 I/O, 882 I/O DSP Farm | 16–48 صوتًا لأنظمة ماكنتوش المعتمدة على مسرى الربط بين المكونات الطرفية PCI (يمكن ربط ما يصل إلى 3 بطاقات) واجهات سلسلة 88x مع 8 قنوات إدخال/إخراج، ومحولات مبدل تماثلي رقمي/مبدل رقمي تماثلي ذات 16 بت، ومدخلات ومخرجات AES/EBU بطاقة PCI DSP Farm مزودة بـ 4 شرائح Motorola 56002 (سرعة الساعة 66 ميجا هرتز) |
| 1997  | برو تولز 4                             | برو تولز Project Card | دعم ملفات WAV وQuickTime؛ ميزات تحرير ملفات Sound Designer مدمجة في مجموعة أدوات AudioSuite يعمل على أنظمة برو تولز III NuBus/PCI أو بدون أجهزة TDM مع القيود (إصدارات Project أو PowerMix) التحرير المتكامل، تحسينات التلاشي، Strip Silence، التشغيل المستمر أثناء التحرير، مسارات قابلة للتغيير في الحجم بشكل مستقل، ما يصل إلى 26 مجموعة مسارات، الأتمتة الممتدة إلى جميع معاملات المازج والمكونات الإضافية، أوضاع أتمتة جديدة التسجيل المتكرر، والتسجيل بنصف السرعة، وQuickPunch (التسجيل بالتسجيل والإخراج أثناء التشغيل) يمكن حفظ تكوينات نافذة التحرير واستدعاؤها باستخدام مواقع الذاكرة |
| 1997  | برو تولز \| 24                         | برو تولز \| 24 | 24–48 أو 32–64 قناة من دعم إدخال/إخراج الصوت بدقة 24 بت عبر بطاقة PCI d24 جرى ترقية خط واجهة 88x باستخدام محولات تماثلي رقمي 24 بت، ومحولات رقمي تماثلي 20 بت (888\|24)، ومحولات تماثلي رقمي/رقمي تماثلي 20 بت (882\|20) |
| 1997  | برو تولز 4.1                           | d24 888\|24, 882\|20 | 24–48 أو 32–64 قناة من دعم إدخال/إخراج الصوت بدقة 24 بت عبر بطاقة PCI d24 جرى ترقية خط واجهة 88x باستخدام محولات تماثلي رقمي 24 بت، ومحولات رقمي تماثلي 20 بت (888\|24)، ومحولات تماثلي رقمي/رقمي تماثلي 20 بت (882\|20) |
| 1998  | برو تولز \| 24 MIX                     | برو تولز \| 24 MIX | 16–48 قناة إدخال/إخراج، 64 صوتًا تكوينات نظام MIX وMIXplus وMIX3 مع بطاقة MIX Card واحدة وما يصل إلى بطاقتي MIX Farm PCI مزودتين بـ 6 شرائح Onyx من موتورولا |
| 1998  | برو تولز 4.3                           | MIX Card MIX Farm | 16–48 قناة إدخال/إخراج، 64 صوتًا تكوينات نظام MIX وMIXplus وMIX3 مع بطاقة MIX Card واحدة وما يصل إلى بطاقتي MIX Farm PCI مزودتين بـ 6 شرائح Onyx من موتورولا |
| 1998  |                                        | ADAT Bridge I/O | واجهة رقمية 20 بت مع 16 قناة إدخال ضوئي ADAT |
| 1998  | ProControl                             | أول سطح تحكم مخصص لبرنامج برو تولز باستخدام اتصال إيثرنت مع ميكروفون ومدخلات خط | |
| 1999  | برو تولز 5                             | | التحرير/المزج الصوتي المتكامل وMIDI، عرض لفة البيانو MIDI، وتحرير سرعة MIDI الرسومية، وتكميم MIDI أوامر مفتاحية بضغطة واحدة للتحرير، واستبدال المنطقة، ونافذة فيديو |
| 2000  | برو تولز LE                            | Digi 001 (LE) | نظام تسجيل متوسط المستوى يحتوي على 24 مسارًا، و8 قنوات إدخال/إخراج تناظرية، ومكبرين أوليين للميكروفون، ومبدل تماثلي رقمي/مبدل رقمي تماثلي 24 بت، وإدخال/إخراج رقمي وMIDI واجهة قابلة للتركيب على الرف متصلة ببطاقة PCI تعمل بخط برمجي جديد محدود الميزات ("إصدار خفيف") مع معالجة قائمة على المضيف RTAS (بدون معالج إشارة رقمية) |
| 2000  |                                        | Control\|24 | سطح تحكم حساس للمس مزود بـ 24 مسبق تضخيم من Focusrite |
| 2001  | برو تولز Free                          | | إصدار مجاني مع ميزات أساسية، يعتمد على الإصدار 5، يعمل بشكل أصلي على أنظمة التشغيل 9 و8.6 وWindows 98 وWindows ME 8 مسارات صوتية، 48 مسار MIDI، دعم RTAS |
| 2001  | برو تولز 5.1                           | | خلط الصوت المحيطي، Beat Detective (TDM) |
| 2002  | برو تولز \| HD                         | برو تولز \| HD | يضيف خط البرامج والأجهزة HD دعمًا لمعدلات أخذ عينات 192 كيلو هرتز و96 كيلو هرتز، ويعمل بواجهات 192 I/O و96 I/O التي توفر 32–96 قناة إدخال/إخراج تعتمد أنظمة HD1–HD3 على HD Core واحد، مما يضيف ما يصل إلى بطاقتين تعتمدان على HD Process PCI ومجهزتين بـ 9 شرائح Motorola 56361 DSP (سرعة ساعة 100 ميجا هرتز) 96/48/12 مسارًا بمعدلات أخذ عينات 48/96/192 كيلو هرتز مع أنظمة HD1 128/64/24 مسارًا بمعدلات أخذ عينات 48/96/192 كيلو هرتز مع أنظمة HD2/HD3 |
| 2002  | برو تولز 5.3.1                         | 192 I/O, 96 I/O SYNC, MIDI, PRE | يضيف خط البرامج والأجهزة HD دعمًا لمعدلات أخذ عينات 192 كيلو هرتز و96 كيلو هرتز، ويعمل بواجهات 192 I/O و96 I/O التي توفر 32–96 قناة إدخال/إخراج تعتمد أنظمة HD1–HD3 على HD Core واحد، مما يضيف ما يصل إلى بطاقتين تعتمدان على HD Process PCI ومجهزتين بـ 9 شرائح Motorola 56361 DSP (سرعة ساعة 100 ميجا هرتز) 96/48/12 مسارًا بمعدلات أخذ عينات 48/96/192 كيلو هرتز مع أنظمة HD1 128/64/24 مسارًا بمعدلات أخذ عينات 48/96/192 كيلو هرتز مع أنظمة HD2/HD3 |
| 2002  | برو تولز 5.3.1                         | HD Core HD Process | يضيف خط البرامج والأجهزة HD دعمًا لمعدلات أخذ عينات 192 كيلو هرتز و96 كيلو هرتز، ويعمل بواجهات 192 I/O و96 I/O التي توفر 32–96 قناة إدخال/إخراج تعتمد أنظمة HD1–HD3 على HD Core واحد، مما يضيف ما يصل إلى بطاقتين تعتمدان على HD Process PCI ومجهزتين بـ 9 شرائح Motorola 56361 DSP (سرعة ساعة 100 ميجا هرتز) 96/48/12 مسارًا بمعدلات أخذ عينات 48/96/192 كيلو هرتز مع أنظمة HD1 128/64/24 مسارًا بمعدلات أخذ عينات 48/96/192 كيلو هرتز مع أنظمة HD2/HD3 |
| 2002  |                                        | Mbox (LE) | واجهة صوتية منخفضة التكلفة تعمل بالطاقة من خلال المسرى التسلسلي العام USB مع مدخلين تناظريين، ومضخم صوت واحد للميكروفون، ومدخل ومخرج رقمي S/PDIF، ومرفقة مع برنامج برو تولز LE |
| 2002  | Digi 002 (LE)                          | واجهة صوتية متوسطة المستوى FireWire مع 8 مدخلات تناظرية، ومحولات 24 بت/96 كيلو هرتز، وسطح تحكم حساس للمس، وتشغيل برنامج برو تولز LE 5.3.2 على ويندوز إكس بي وماكنتوش أو إس 9 | |
| 2003  | برو تولز 6                             | | دعم منصة ماك أو إس (جرى التخلي عن OS 9)، وإعادة تصميم واجهة مستخدم رسومية GUI، وإدراج المكونات الإضافية في الزمن الحقيقي لأنظمة TDM وضع الشبكة النسبية، ودعم التحديد الرأسي للخط الزمني Digibase (متصفح مساحة العمل وبيئة قاعدة البيانات) لإدارة الوسائط/المشاريع 256 مسار MIDI، قالب Groove، أوامر MIDI إضافية، استبدال استيراد بيانات الجلسة باستيراد المسارات مكونات إضافية جديدة لـ DigiRack، وإصدار LE أكثر قوة |
| 2003  | برو تولز 6.1                           | | دعم لـ ويندوز إكس بي و ReWire، دعم لـ AAF |
| 2003  |                                        | Digi 002 Rack (LE) | واجهة صوتية متوسطة المستوى فاير واير FireWire مع ما يصل إلى 18 قناة إدخال/إخراج، و4 مكبرات صوت مسبقة للميكروفون، ومبدل تماثلي رقمي/رقمي تماثلي بمعدل 24 بت/96 كيلوهرتز، ودعم 32 مسارًا مع برنامج برو تولز LE |
| 2003  | HD Accel (HD)                          | بطاقات معالج الإشارات الرقمية DSP الموسعة مزودة بـ 9 شرائح موتورولا 56321 (سرعة ساعة 200 ميجا هرتز) ضِعف الطاقة التي توفرها بطاقات HD Process التي توسع عدد المسارات إلى 192/96/36 مسارًا بمعدلات أخذ عينات 48/96/192 كيلو هرتز (مدمجة مع بطاقة HD core واحدة)                                                     | |
| 2004  | برو تولز 6.4                           | | نطاق الفيدر +12 ديسيبل دعم سطح التحكم Command 8، وتعويض التأخير التلقائي، وTrackPunch، ومراقبة الإدخال على المسارات الفردية (HD) |
| 2004  | برو تولز 6.9                           | | 160 مسارًا مساعدًا، و128 ناقل، ودعم Surround Panner، ومسارات PFL/AFL الفردية القابلة للتحديد (HD) وضع فردي قابل للتحديد (Latch أو X-OR)، واختصارات لوحة مفاتيح جديدة، وتحسينات في إعداد الإدخال/الإخراج |
| 2004  |                                        | ICON D-Control ICON D-Command | خط سطح التحكم المعياري مع 16–32 (D-Control) أو 8–24 (D-Command) من أشرطة التمرير الحساسة للمس ونظام DSP HD3 Accel |
| 2005  | برو تولز M-Powered                     | | خط إنتاج مستقل محدود الميزات مرفق بواجهات M-Audio، مثل برو تولز LE |
| 2005  | برو تولز 7                             | HD Accel PCIe (HD) | يستخدم RTAS متعدد الخيوط يحسن الأداء على الأنظمة متعددة النواة، ويدعم 10 عمليات إرسال لكل مسار، ومسارات الأجهزة، ومجموعات المناطق، والتكرار الإقليمي، ومعالجة MIDI في الزمن الحقيقي، وتنسيق جلسة جديد مع قابلية التشغيل البيني بين أجهزة Mac/PC؛ 160 إدخال/إخراج عند 96 كيلوهرتز (HD) |
| 2005  |                                        | VENUE | خط جديد من وحدات التحكم في المزج الرقمي المعياري مع معالج الإشارات الرقمية DSP والتشغيل والتسجيل المتكامل مع برو تولز |
| 2005  | Mbox 2 (LE)                            | الجيل الثاني من واجهة الصوت USB Mbox | |
| 2006  | برو تولز 7.11                          | | إضافة دعم لأجهزة ماكنتوش التي تعتمد على معالجات إنتل، والمكونات الإضافية "Hybrid" و"Xpand!" software sampler |
| 2006  | برو تولز 7.2                           | | مجموعات VCA الرقمية، وأتمتة محسّنة، ونظام تجميع مسارات محسّن، ودعم موسع لقوائم السياق، وتحسينات Dubber وField Recorder؛ ودعم مسارات فيديو متعددة (HD) |
| 2006  | برو تولز 7.3                           | | لنقل الديناميكي، إعدادات ويندوز، مسطرة الخط الزمني للتوقيع الرئيسي، تحسينات اختيار MIDI، تحسينات تحرير التلاشي، مسارات قابلة للتغيير باستمرار في الحجم، تغييرات إعدادات المازج ممكنة دون إيقاف التشغيل، تحسينات عجلة التمرير بالفارة والنقر بالزر الأيمن، تحسينات موقع الذاكرة وDigibase، تمت إضافة المكونات الإضافية Signal Tools' وTime Shift، يمكن تبادل بيانات MIDI مع برنامج تسجيل Sibelius |
| 2006  |                                        | Mbox 2 Pro (LE) Mbox 2 Mini (LE) | صيغ/إصدارات جديدة من Mbox 2 |
| 2007  | برو تولز 7.4                           | | تمديد زمن الصوت وقياس حدته، تحسينات متصفح Digibase |
| 2007  | Digi 003 (LE) Digi 003 Rack (LE)       | | |
| 2007  | Mbox 2 Micro (LE)                      | واجهة USB محمولة مع مخرج ستيريو صغير ومرفقة مع برنامج برو تولز LE؛ الدعم محدود بمعدلات أخذ عينات 44.1/48 كيلو هرتز | |
| 2008  | برو تولز 8                             | | واجهة مستخدم جديدة، ودعم 10 إدخالات لكل مسار، وعرض قائمة التشغيل، وأدوات تكوين المسار المحسّنة، ودعم عرض مسارات التشغيل الآلي المتعددة، وElastic Pitch، وMIDI Editor، وScore Editor، وAIR Creative Collection؛ وتعويض التأخير التلقائي عند الإرسال (HD) |
| 2008  | Digi 003 Rack + (LE)                   | | |
| 2009  |                                        | Eleven Rack | معالج تأثيرات الجيتار مع برو تولز LE معالج إشرات رقمية DSP |
| 2009  | Mbox (LE) Mbox Pro (LE) Mbox Mini (LE) | الجيل الثالث، أول إصدار كامل من Avid | |
| 2010  | برو تولز 8.1                           | | إضافة برنامج HEAT (HD) |
| 2010  | برو تولز 9                             | | يحل الإصدار "القياسي" محل خطوط LE وM-Powered، ويحصل على معظم ميزات برنامج HD فقط، ويمكن تشغيله على أنظمة أصلية مع بروتوكولات برنامج تشغيل ASIO أو Core Audio يمكن شراء ميزات HD الكاملة باستخدام Complete Production Toolkit 2 إضافة دعم الصوت المحيطي 7.0/7.1 (HD) |
| 2010  |                                        | HD I/O, HD OMNI, HD MADI, SYNC HD | تقديم سلسلة واجهات HD (تحل محل سلسلة HD "الزرقاء" السابقة) |
| 2010  | HD Native                              | تتيح بطاقة PCI أو واجهة Thunderbolt تشغيل برامج HD على ما يصل إلى واجهتين HD (أو متوافقة مع HD) مع أداء منخفض الكمون وبدون معالج إشارات رقمية DSP | |
| 2011  | برو تولز \| HDX                        | برو تولز \| HDX | 96 صوتًا، و512 مسارًا للآلات، و128 مدخلاً مساعدًا، ومسار فيديو واحد، و128/64/32 مسارًا بمعدلات أخذ عينات 48/96/192 كيلو هرتز (الإصدار القياسي) 256–768 صوتًا، و512 مسارًا للآلات، و512 مدخلًا مساعدًا، و64 مسار فيديو، و256–768 مسارًا بمعدلات أخذ عينات 48 كيلو هرتز، و64–192 قناة إدخال/إخراج (أنظمة HDX مع 1–3 بطاقات HDX) يحل نظام HDX محل أنظمة HD Core وإعدادات HD1–HD3؛ جرى تجهيز كل بطاقة PCI بـ 18 شريحة معالج إشارات رقمية DSP من تكساس إنسترومنتس Texas Instruments (بسرعة ساعة 350 ميجا هرتز)، ويمكن تشغيل مكونات إضافية لـ AAX DSP تقديم تنسيق المكون الإضافي AAX (Avid Audio eXtension) مع SDK جاهز لـ 64 بت (لا يزال 32 بت مستخدمًا)؛ تحل مكونات AAX DSP الإضافية محل مكونات TDM الإضافية في أنظمة HD، ولا يزال RTAS مدعومًا تحسين أداء تشغيل التسجيل (ذاكرة التخزين المؤقت للقرص، ودعم NAS، وتحسينات جدولة القرص) كسب المقطع، وذاكرة التخزين المؤقت للقرص، والتلاشي في الزمن الحقيقي، وتعويض التأخير التلقائي الأقصى 4x، والخط الزمني لمدة 24 ساعة، ودعم تنسيقات الملفات المختلطة ودقة 32 بت، وتحسينات الواجهة، ومكون Avid Channel Strip الإضافي |
| 2011  | برو تولز 10                            | HDX | 96 صوتًا، و512 مسارًا للآلات، و128 مدخلاً مساعدًا، ومسار فيديو واحد، و128/64/32 مسارًا بمعدلات أخذ عينات 48/96/192 كيلو هرتز (الإصدار القياسي) 256–768 صوتًا، و512 مسارًا للآلات، و512 مدخلًا مساعدًا، و64 مسار فيديو، و256–768 مسارًا بمعدلات أخذ عينات 48 كيلو هرتز، و64–192 قناة إدخال/إخراج (أنظمة HDX مع 1–3 بطاقات HDX) يحل نظام HDX محل أنظمة HD Core وإعدادات HD1–HD3؛ جرى تجهيز كل بطاقة PCI بـ 18 شريحة معالج إشارات رقمية DSP من تكساس إنسترومنتس Texas Instruments (بسرعة ساعة 350 ميجا هرتز)، ويمكن تشغيل مكونات إضافية لـ AAX DSP تقديم تنسيق المكون الإضافي AAX (Avid Audio eXtension) مع SDK جاهز لـ 64 بت (لا يزال 32 بت مستخدمًا)؛ تحل مكونات AAX DSP الإضافية محل مكونات TDM الإضافية في أنظمة HD، ولا يزال RTAS مدعومًا تحسين أداء تشغيل التسجيل (ذاكرة التخزين المؤقت للقرص، ودعم NAS، وتحسينات جدولة القرص) كسب المقطع، وذاكرة التخزين المؤقت للقرص، والتلاشي في الزمن الحقيقي، وتعويض التأخير التلقائي الأقصى 4x، والخط الزمني لمدة 24 ساعة، ودعم تنسيقات الملفات المختلطة ودقة 32 بت، وتحسينات الواجهة، ومكون Avid Channel Strip الإضافي |
| 2013  | برو تولز 11                            | | ترقية التطبيق بهندسة 64 بت. وقف دعم المكونات الإضافية RTAS وTDM ذات 32 بت لصالح تنسيق AAX ذي 64 بت؛ توقف الدعم لأنظمة HD Accel الارتداد دون اتصال بالإنترنت، تعمل معالجة المكونات الإضافية الديناميكية على تحسين أداء الجلسة؛ يمكن ارتداد ما يصل إلى 16 مصدرًا في وقت واحد، وخيارات قياس متقدمة (HD) |
| 2014  |                                        | Duet Quartet | واجهات USB/وحدات تحكم في الشاشة ذات قناتين وأربع قنوات مع تحويل AD/DA بمعدل 192 كيلوهرتز جرى تطويره بواسطة Apogee |
| 2015  | برو تولز \| First                      | | خط برامج مجاني مع ميزات أساسية، جلسات قائمة على السحابة معدل أخذ عينات يصل إلى 96 كيلوهرتز، 16 مسارًا لكل نوع (صوت، MIDI، أداة، ومساعد)، 4 قنوات إدخال/إخراج، محرر MIDI، Elastic Time، Elastic Pitch، Workspace، AAX Native وAudioSuite |
| 2015  | برو تولز 12                            | | متاح باشتراك شهري أو سنوي؛ وسم البيانات الوصفية، وإعدادات الإدخال/الإخراج المحدثة |
| 2015  | برو تولز 12.1                          | زيادة عدد المسارات، أوضاع AFL/PFL الفردية، النسخ للإرسال، دعم HEAT الأصلي (HD) | |
| 2015  | برو تولز 12.2                          | VCAs، وDisk Caching، وخيارات القياس المتقدمة متاحة للإصدار القياسي | |
| 2015  | برو تولز 12.3                          | إعدادات التلاشي المسبقة، والتلاشي الدفعي، وتراكب الرسوم التوضيحية المقصوصة | |
| 2015  | برو تولز 12.4                          | تجميد المسار، سير عمل التلاشي | |
| 2016  | برو تولز 12.5                          | | التعاون السحابي، محرك فيديو Avid المحدث، الإرسال إلى التشغيل (التفاعل) |
| 2016  | برو تولز 12.6                          | تأثيرات المقطع، والتحرير الطبقي، وتحسينات قائمة التشغيل | |
| 2016  | برو تولز 12.7                          | سجل مراجعة المشروع، تحسينات Workspace دعم البرامج لـ برو تولز \| | |
| 2017  | برو تولز 12.8                          | برو تولز \| MTRX | التكامل الأصلي مع دولبي أتموس Dolby Atmos وتحسين NEXIS، وتحسين المهام المتوازية (HD)؛ وتحسينات مساحة العمل والمشروع؛ ودعم الأدوات الذكية لأشكال التلاشي؛ والتعاون السحابي (First) |
| 2017  | برو تولز 12.8.2                        | برو تولز \| MTRX | دعم Ambisonics VR Track، وتحسينات Dolby Atmos، وميزات تحرير وتسجيل MIDI المحسنة، وميزات إعادة تسمية الدفعة |
| 2018  | برو تولز 2018.1                        | | دعم سحابة iLok Cloud، وإعدادات المسار المسبقة، وقائمة تشغيل مستهدفة قابلة للتخصيص، وسجل MIDI بأثر رجعي، وتحسينات تحرير MIDI، ويمكن عرض منحنى EQ في نافذة Mix، وتحسين بيانات جلسة الاستيراد أول إصدار يعتمد سنة وشهر الإصدار كمخطط ترقيم للإصدارات |
| 2018  | برو تولز 2018.4                        | HD" إلى "برو تولز \| Ultimate" إصلاح الأخطاء وتحسينات الاستقرار | |
| 2018  | برو تولز 2018.7                        | البحث في الزمن الحقيقي في إدراجات المسارات وإدخال/إخراج (الناقلات والإرسال)، والاختيار المتعدد داخل قوائم الإدخال/الإخراج والواجهة، واختصارات التنقل في قائمة التشغيل المضافة، وتمديد وضع الشبكة النسبية للقص والنسخ واللصق والدمج، وتحسينات تسجيل MIDI بأثر رجعي، وتحسينات مراقبة زمن الوصول المنخفض            | |
| 2018  | برو تولز 2018.12                       | إصلاح الأخطاء وتحسينات الاستقرار | |
| 2019  | برو تولز 2019.5                        | | 384–96 صوتًا على الأنظمة الأصلية (Ultimate)، 1024 مسار MIDI تحسينات الأداء (HDX / HD Native) التشغيل المستمر في معظم تفاعلات الخط الزمني والمسار، إضافة أوامر المفاتيح |
| 2019  | برو تولز 2019.6                        | إصلاح الأخطاء | |
| 2019  | برو تولز 2019.10                       | دعم لما يصل إلى 130 مَخرجًا مع جسر الصوت Dolby، وارتداد متعدد الجذوع في ملف واحد (Ultimate) تحديث محرك فيديو Avid مع دعم دقة عرض 4 آلاف بكسل/60 إطارًا في الثانية وتحسينات في أداء تشغيل H.264، وتمت إضافة خيار تنعيم نقطة توقف حاد، وتحسينات استيراد AAF، ودعم معرف SMPTE لملفات الموجة، وتمت إضافة أوامر المفاتيح | |
| 2019  | برو تولز 2019.12                       | إصلاح الأخطاء وتحسينات الاستقرار | |
| 2020  | برو تولز 2020.3                        | برو تولز \| MTRX Studio | MTRX Studio |
| 2020  | برو تولز 2020.5                        | برو تولز \| MTRX Studio | تحسينات لتخزين الجلسات على الخدمات السحابية |
| 2020  | برو تولز 2020.9                        | برو تولز \| MTRX Studio | دعم Ableton Link لمزامنة الخط الزمني والنقل عبر شبكة محلية دعم تحويل SDII إلى BWF WAV عند الاستيراد (ماكنتوش أو إس فقط)، ودعم استيراد الصوت BWF RF64 وتشغيله؛ تحسينات التعاون السحابي |
| 2020  | برو تولز 2020.11                       | برو تولز \| Carbon | واجهات Carbon 512 Master faders، دعم تصدير Dolby Atmos ADM BWF (Ultimate) تحسينات الأداء للارتدادات غير المتصلة بالإنترنت والتشغيل بأحجام مخزن مؤقت منخفضة |
| 2020  | برو تولز 2020.12                       | | دعم سحب وإفلات الصوت إلى MIDI من Workspace/Finder/File Explorer؛ تصدير Dolby Atmos ADM BWF |
| 2021  | برو تولز 2021.3                        | برو تولز \| Sync X | لوحة مفاتيح MIDI افتراضية؛ تحسينات في أداء Dark Theme وDolby Atmos والنقل الديناميكي وعرض الشكل الموجي تحديث برنامج تشغيل HD لدعم Message Signaled Interrupts (MSI) دعم جهاز الساعة الرئيسية/المزامنة Sync X وماك أو إس بيغ سور macOS Big Sur |
| 2021  | برو تولز 2021.6                        | | 2048 صوتًا و2048 مسارًا صوتيًا بجميع معدلات العينات؛ دعم Hybrid Engine على أنظمة HDX (Ultimate) 256 مسارًا بجميع معدلات العينات (قياسي)؛ 64 قناة إدخال/إخراج بجميع معدلات العينات تخصيص واجهة المستخدم بالكامل، وعرض المسار القابل للتبديل؛ دعم كامل لسحب المكونات الإضافية بين المسارات ذات العرض المختلف دعم تعويض التأخير على السلاسل الجانبية على الأنظمة غير HDX دعم HEVC وAAC وALAC وعرض المسارات الأكبر من الاستريو لاستيراد/تصدير فيديو QuickTime تحسينات أداء محرك التشغيل واستقراره (أجهزة Mac التي تعمل بنظام Intel فقط): دعم إنتل تربو بوست Intel Turbo Boost، وتحسينات أحجام المخزن المؤقت المنخفضة، والحد من عدد الخيوط في الزمن الحقيقي تحسينات Sync X وSync HD دعم أبل سيليكون Apple Silicon لبرنامج برو تولز |
| 2021  | برو تولز 2021.7                        | | إصلاح الأخطاء |
| 2021  | برو تولز 2021.10                       | | التحكم عن بعد في Carbon دعم Apple Silicon لـ HDX وHD Native وAvid Video Engine |
| 2021  | برو تولز 2021.12                       | | دعم macOS Monterey؛ إصلاحات الأخطاء |

## روابط خارجية
- الموقع الرسمي